# CMR Falabella
CMR Falabella (acrónimo de Crédito Multi-Rotativo Falabella) es el mayor operador de tarjetas de crédito de casa comercial de Sudamérica, con presencia en los mercados de Chile, Colombia, México, Brasil y Perú, emitidos por las filiales financieras del grupo Falabella.

## Historia
CMR Falabella nace el 23 de mayo de 1979, inicialmente bajo un sistema de "carta de crédito" y posteriormente como una tarjeta plástica, destinada como un medio de pago para adquirir bienes y servicios en las tiendas Falabella en Chile, debido a la creciente demanda del crédito por parte de sus clientes.[cita requerida]
Durante la década de 1990, con la internacionalización de Falabella, esta tarjeta empieza operaciones en Argentina (1993) y Perú (1995) con buena aceptación por parte de los clientes.[cita requerida]
En 1997 firma una alianza con Farmacias Ahumada, posicionándola como la primera tarjeta con acceso a la venta en farmacias en Chile. En ese mismo entonces, Falabella crea un plan de expansión nacional en Chile, hasta obtener 30 tiendas para 1999, dejando atrás a sus competidoras (las tarjetas de Almacenes París, Ripley y La Polar), dejando a CMR Falabella como la tarjeta con más clientes en 1999.[cita requerida]
En 2000 es la primera tarjeta de casa comercial en Chile en prestar el servicio de avance en efectivo en cuotas, que son pequeños préstamos en cuotas a cargo de la tarjeta.[cita requerida]
En 2003, con la fusión de Sodimac y Falabella, la tarjeta entra en el mercado de la venta de artículos de ferretería y para el hogar, aceptándose como medio de pago en tiendas Homecenter y Sodimac Constructor.[cita requerida]
En 2006, tras las irregularidades en el sistema de tarjetas de crédito de casas comerciales en Chile, la Superintendencia de Bancos e Instituciones Financieras (SBIF) rige sobre la tarjeta, siendo la primera en tomar las nuevas políticas de la SBIF, con el sistema de comisiones fijas, dejándolas con Costo $0 (sin comisión en compra en cuotas).[cita requerida]
En 2007 entra al mercado colombiano junto con el lanzamiento de la primera tienda Falabella en Colombia, específicamente en Bogotá, con la promesa de tener una tarjeta propia, que es muy fuerte en su país de origen, y que prometía ser mucho más competitiva que la de los bancos. Dicha tarjeta llegó a Colombia antes que las tiendas, pues antes de abrir sus puertas al público, la multinacional creó una compañía de financiamiento comercial.[cita requerida]
En 2018, mediante una alianza con Google Pay (solo para CMR Visa), lanzó la opción de pago móvil a través de teléfono inteligente para todas sus cuentas crediticias en Chile a través del sistema de pago sin contacto, como una alternativa que busca reemplazar a las tarjetas de plástico y aumentar las medidas de seguridad.
En 2021 Falabella anunció su retirada del mercado en Argentina, así como también sus productos financieros como CMR Falabella; a inicios de junio de 2021 se anunció que el banco argentino Banco Columbia compró la cartera comercial de CMR Falabella.